# ラトゥーシュ＝トレヴィル (駆逐艦)
ラトゥーシュ＝トレヴィル（フランス語：Latouche-Tréville, D 646）は、フランス海軍のジョルジュ・レイグ級駆逐艦7番艦（最終艦）。艦名はフランスの海軍中将で、アメリカ独立戦争やフランス革命戦争、ナポレオン戦争で活躍したルイ＝ルネ＝マドレーヌ・ド・トゥーシュ＝トレヴィルに由来し、この名を受け継いだフランス軍艦としては3代目にあたる。

## 艦歴
「ラトゥーシュ＝トレヴィル」は、DCNブレスト工廠およびロリアン工廠で建造され1984年2月15日に起工、1988年3月19日に進水、1990年7月16日に就役する。
1989年9月30日にソミュールと命名都市の関係を結ぶ。「ラトゥーシュ＝トレヴィル」はブレストに配備され対潜戦を主任務とし海洋における諸任務に当たる。
1991年の湾岸戦争や、2002年5月から7月にかけての不朽の自由作戦でアラビア海に展開した。
2004年1月15日に「F796 コマンダン・ビロ」と共にアジア航海を開始する。1月下旬にオマーン・サラーラ、2月上旬にモルディブ・マレ、2月中旬マレーシア・クラン、2月末から3月初旬に日本・横須賀、3月上旬に大韓民国・仁川、3月中旬中華人民共和国・青島、3月下旬シンガポール、4月中旬オーストラリア・フリーマントル、4月末レユニオン、5月にマヨットからジブチに寄港し5月28日にトゥーロンに帰港した。
2006年11月にロンドンを訪問、2008年にはレバノン沖合いにおいて海上阻止行動に従事し、2009年秋にはNATO各国を訪問し帰国後は定期整備に入った。
2022年4月に北大西洋で行われた演習が「ラトゥーシュ＝トレヴィル」最後の長距離航海となり、同年7月1日に退役した。本艦の退役で、ジョルジュ・レイグ級駆逐艦は全艦退役した。